# ヘノク・ゴイトム
ヘノク・ゴイトム（Henok Goitom、1984年9月22日 - ）は、スウェーデン・ストックホルム県ソルナ出身の元サッカー選手、現サッカー指導者。エリトリア系スウェーデン人。元エリトリア代表のフォワード。

## 略歴

### クラブ
地元のクラブでキャリアをスタートさせたゴイトムは、2004年にイタリアセリエAのウディネーゼ・カルチョに移籍した。ウディネーゼでのデビュー戦、対インテル・ミラノの試合でいきなりプロ初ゴールをあげたが、主にベンチを温める存在であった。
2005年からスペインのシウダ・デ・ムルシア (現：グラナダ74CF) へとレンタル移籍に出されると、セグンダ・ディビシオン (2部) で15ゴールを決める活躍を見せた。2007年、ゴイトムはシウダ・デ・ムルシアのライバルクラブであるレアル・ムルシアへ移籍し、4年契約を結んでいる。
2012年8月16日、アルスヴェンスカンのAIKソルナへ移籍。
2016年3月22日、リーガ・エスパニョーラのヘタフェCFにシーズン終了までの契約を締結。
2016年8月10日、サンノゼ・アースクエイクスに移籍した。
2017年3月3日、AIKに復帰した。
2021シーズン終了後、現役引退を表明した。

### 代表
ゴイトムはエリトリア人の家系に生まれるも、アンダー世代ではスウェーデン代表入りを選択し、UEFA U-21欧州選手権2007予選に出場した。2006ドイツワールドカップの予備候補となるなど、今後のスウェーデンを引っ張る存在として期待されたが、結局フル代表には1度も召集されなかった。2015年9月、ゴイトムが30歳の時にエリトリア代表入りをFIFAに申し入れた。10月10日、2018 FIFAワールドカップ・アフリカ1次予選のボツワナ戦 (0-2) でエリトリア代表デビューを果たした。3日後の10月13日にはボツワナ戦 (1-3) で代表初得点を挙げた。